# Anisomysis (Paranisomysis) modestiangusta
Anisomysis (Paranisomysis) modestiangusta is een aasgarnalensoort uit de familie van de Mysidae. De wetenschappelijke naam van de soort is voor het eerst geldig gepubliceerd in 2003 door Murano & Fukuoka.